# Lacarry-Arhan-Charritte-de-Haut

Lacarry-Arhan-Charritte-de-Haut este o comună în departamentul Pyrénées-Atlantiques din sud-vestul Franței. În 2009 avea o populație de 130 de locuitori.

## Evoluția populației
| An        | 1975 | 1982 | 1990 | 1999 | 2006 | 2009 |
| --------- | ---- | ---- | ---- | ---- | ---- | ---- |
| Populație | 175  | 136  | 127  | 124  | 128  | 130  |